# Súng phóng lựu China Lake
China Lake là loại súng phóng lựu bắn nhiều lần do Trung tâm vũ khí hải quân China Lake thiết kế. Loại súng này được thiết kế chủ yếu cho các lực lượng đặc nhiệm, hiện tại loại súng này đang được trang bị với số lượng rất ít vì số lượng từng được chế tạo theo nhiều nguồn khác nhau chỉ dao động trong khoảng dưới 50 khẩu.

## Thiết kế
China Lake sử dụng cơ chế nạp đạn kiểu bơm. Súng chứa được 4 quả đạn, 3 quả nằm trong ống đạn phía trên nòng súng và một quả nằm sẵn trong nòng. Khe nạp đạn nằm ở phía sau ống đạn và phía dưới thân súng. Sau mỗi lần bắn thì người sử dụng sẽ kéo cần bơm để đẩy vỏ đạn cũ ra ngoài qua khe nhả đạn nằm phía trên thân súng và đẩy cần bơm trở về vị trí cũ để nạp viên đạn mới.
Hệ thống nhắm cơ bản của súng là thước ngắm dạng thang giống như khẩu M79. Báng súng làm bằng gỗ cố định.

## Sử dụng
Loại súng này từng được trang bị chiến đấu thử nghiệm cho lực lượng Hải quân Hoa Kỳ SEAL trong cuộc chiến tranh Việt Nam, nơi các khẩu súng này chứng tỏ hỏa lực cao của mình so với các loại súng phóng lựu cầm tay khác nhưng cũng bộc lộ rắc rối là các viên đạn 40 mm quá nặng để sử dụng cơ chế nạp đạn kiểu bơm cơ bản, nó làm cho người sử dụng rất mỏi tay do trọng lượng của các viên đạn khiến cần bơm trở nên rất nặng. Có nhiều nỗ lực để cải tiến loại súng này nhưng số lượng súng được chế tạo kể cả các mẫu thử nghiệm chỉ khoảng dưới 50 khẩu.
Do số lượng của loại súng này nên chỉ có 2 khẩu là được mang ra trưng bày trong các viện bảo tàng trên thế giới, một khẩu trưng bày tại viện bảo tàng UDT/ SEAL, Fort Pierce, Florida, Hoa Kỳ trong khi khẩu còn lại trưng bày tại bảo tàng Chứng tích chiến tranh, Thành phố Hồ Chí Minh, Việt Nam nơi nó được gọi là khẩu M79 cải tiến.